# Drimys novoguineensis
Drimys novoguineensis är en tvåhjärtbladig växtart som beskrevs av Kanehira och Hatusima. Drimys novoguineensis ingår i släktet Drimys och familjen Winteraceae. Inga underarter finns listade.